# Північна область (1933—1934)
48°55′00″ пн. ш. 40°24′00″ сх. д. / 48.91666668° пн. ш. 40.40000001° сх. д.
Північна область — адміністративна одиниця на території Російської Радянської Федеративної Соціалістичної Республіки, що існувала з 20 листопада 1933 по 5 липня 1934 року. Адміністративний центр — Міллерове.
Утворена в складі Північно-Кавказького краю, з районів на півночі краю. Менш ніж через рік, 5 липня 1934 року, область перетворена на Північнодонський округ Північно-Кавказького краю.
Каменська область, що існувала у 1954—1957 роках, збігалася за своїми межами з Північною областю 1930-х років.

## Склад
Область включала 26 районів:
| - Алексієво-Лозовський район - Базковський район - Біло-Калитвенський район - Боковський район - Верхньо-Донськой - Вешенський район - Волошинський район - Глибокинський район - Звєревський район - Кам'янський район - Кашарський район - Києвський район - Колушкинський район | - Криворозький район - Литвиновський район - Мальчевський район - Мигулинський район - Мілютинський район - Морозовський район - Обливський район - Селівановський район - Скосирський район - Тарасовський район - Тацинський район - Чернишевський район - Чортковський район |